# 横須賀海軍航空隊

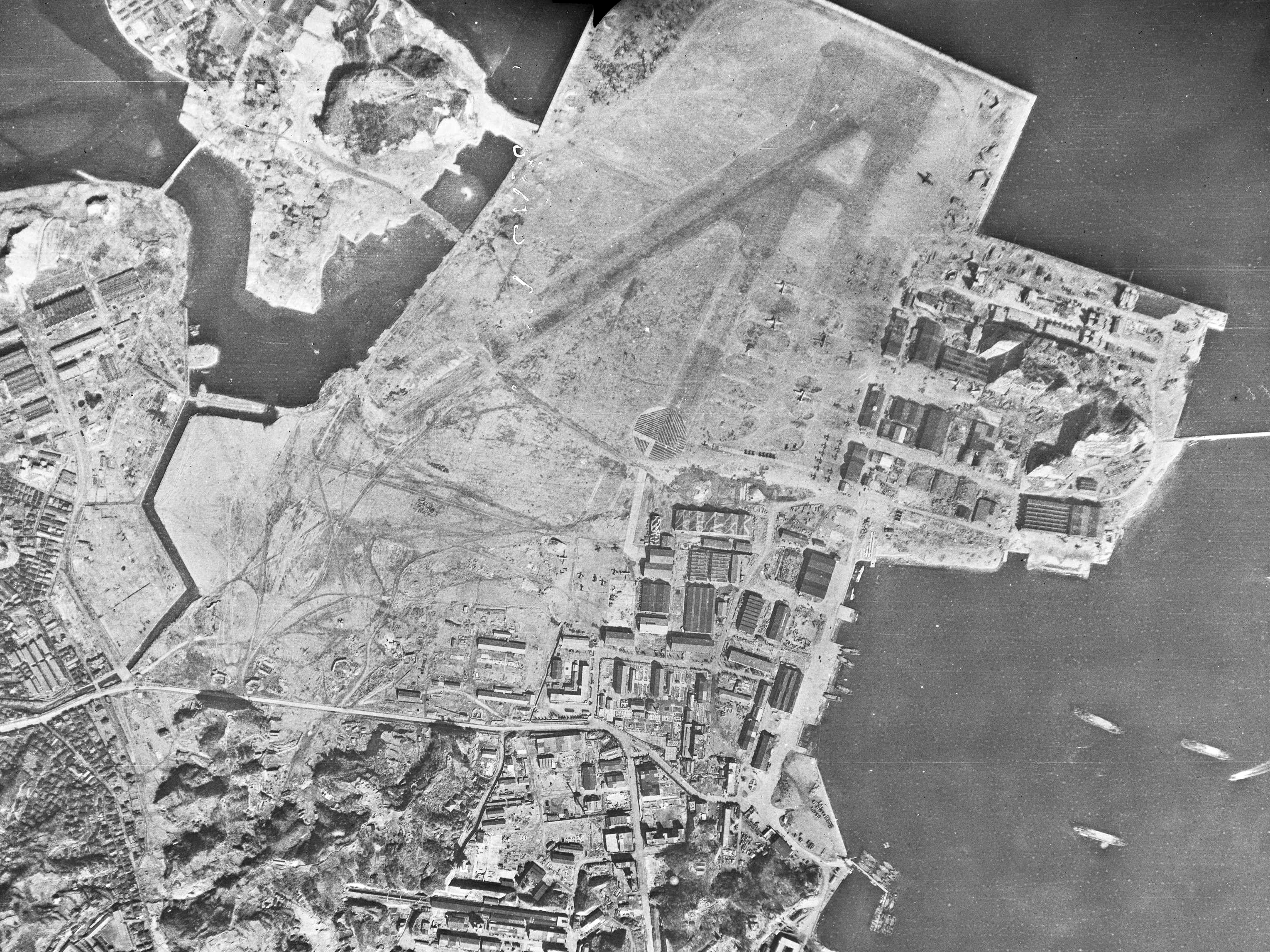
追浜飛行場（横須賀第一飛行場）の空中写真（1946年）

横須賀海軍航空隊（よこすかかいぐんこうくうたい）とは、大日本帝国海軍で最初に設立され、終戦まで存続した航空部隊。航空隊要員の教育・練成、新型機の実用実験、各機種の戦技研究を担当した。有事の際は東京湾防衛の任に就くことになっており、戦況の押し詰まった1944年（昭和19年）2月からは、実戦配備にも付いた。

## 沿革
1912年（明治45年）に発足した「海軍航空術研究委員会」は日本海軍航空隊の基礎を作ってきた。航空機の国産化が始まり、搭乗員養成も軌道に乗ってきたことで更なる航空機の整備・拡充を図るため1916年（大正5年）に航空隊三隊計画が成立した。同年4月1日、「海軍航空術研究委員会」を発展解消させる形で、横須賀海軍航空隊が神奈川県横須賀市追浜に開隊した。
1923年（大正12年）9月1日、関東大震災により、施設・機材に大きな損害を受けた。1930年（昭和5年）6月1日に海軍飛行予科練習生の1期生が入隊、以降昭和14年まで横須賀で予科練の教育がおこなわれた。1932年（昭和7年）頃より「源田サーカス」と呼ばれるアクロバット飛行隊を作り、国民に海軍航空隊のアピールを行った。
1941年（昭和16年）12月8日太平洋戦争開戦。
1944年（昭和19年）2月より実戦配備につく。6月15日、あ号作戦発動にともない、第27航空戦隊と八幡空襲部隊を編成し、マリアナ方面の後詰として硫黄島へ進出した。度重なる空戦と硫黄島への爆砲撃により、7月4日までに全機材を喪失。残存隊員は輸送機で横須賀に帰還するが、一部の隊員はそのまま硫黄島の守備につき、のちに玉砕した。その後は九州に進出しての特攻攻撃援護、および関東地区防空戦に従事した。
跡地は現在、主として日産自動車追浜工場。

## 司令
※司令は『日本海軍史』第9巻・第10巻の「将官履歴」及び『官報』に基づく。
- 山内四郎 大佐：1916年4月1日 - 1917年12月1日
- 原田正作 大佐：1917年12月1日 - 1919年7月1日
- 吉田清風 少将：1919年7月1日 - 12月1日
- 田尻唯二 大佐：1920年11月12日 - 1922年11月1日
- 丸橋清一郎 大佐：1922年11月1日[2] -
- 井上四郎 大佐：1923年12月1日 - 1924年12月1日
- 市川大治郎 中佐：1924年12月1日 - 1927年11月1日[3]
- 和田秀穂 大佐：1927年11月1日 - 1929年11月30日
- 原五郎 大佐：1929年11月30日 - 1931年4月2日
- 山田忠治 大佐：1931年4月2日 - 1932年11月15日
- 大西次郎 大佐：1932年11月15日[4] - 1934年11月15日[5]
- 杉山俊亮 大佐：1934年11月15日 - 1936年12月1日
- 三並貞三 大佐：1936年12月1日 - 1937年7月11日
- 桑原虎雄 大佐：1937年12月25日 - 1938年11月15日
- 戸塚道太郎 少将：1938年12月15日 - 1939年10月20日
- 桑原虎雄 少将：1940年1月15日 - 1940年11月15日
- 上野敬三 大佐：1940年11月15日 - 1942年11月17日
- 草鹿龍之介 少将：1942年11月23日 - 1943年11月20日
- 山田定義 少将：1943年12月6日 - 1944年3月15日
- 吉良俊一 中将：1944年3月15日 - 7月10日
- 服部勝二 少将：1944年7月10日 - 9月29日
- 加藤唯雄 大佐：1944年9月29日 - 1945年3月20日
- 松田千秋 少将：1945年3月20日 -